# Club Dogo
Club dogo är en Milano-baserad hiphopgrupp som består av Il Guercio aka Gue Pequeno (Mc), Jake la furia Aka fame (Mc) och Donjoe (beatmaster). Gruppen hette från början Sacre scuole och gav ut sin första skiva 2000, men 2001 splittrades gruppen och Dargen d'Amico slutade och började göra soloalbum.